# ファルコニア
ファルコニア（欧字名:Falconia、2017年2月10日 - ）は、日本の競走馬。2022年の京成杯オータムハンデキャップの勝ち馬である。
馬名の意味は、Falcon（ハヤブサ）＋接尾詞ia。「ハヤブサが治める地」

## 戦績

### 2歳・3歳（2019年・2020年）
2019年11月2日、京都競馬場7レースの2歳新馬戦（芝2000m）でデビューし2着。11月23日京都競馬場・2歳未勝利戦（芝1800m）でも2着に敗れて2歳シーズンを終える。
3歳シーズンは1月13日の京都競馬場・3歳未勝利戦（芝1800m）より始動し、1番人気に応えキャリア初勝利・シーズン初勝利を収めた。次走の1勝クラス・あすなろ賞（芝2000m）も勝利。連勝で迎えた重賞初挑戦のスプリングステークスは直線で伸びきれなかったものの、ガロアクリークから0.5秒差の4着に入った。5月9日の京都新聞杯は好位追走から脚を伸ばし、重賞では初めての複勝圏となる3着に好走した。9月27日の神戸新聞杯は終盤に失速し16着と惨敗するが、自己条件に戻った11月7日の武田尾特別では2着と好走して3歳シーズンを終える。

### 4歳（2021年）
4歳シーズンは自己条件に戻り、シーズン初戦の春日特別（2勝クラス、芝1800m）、次走の難波ステークス（3勝クラス、芝1800m）と連勝しオープン入り。6月13日のエプソムカップはザダルから0.3秒差の3着。8月15日の小倉記念は重賞では初めて1番人気に支持されたが、直線での伸びを欠き6着に敗北した。10月31日のリステッド競走・カシオペアステークスでオープン初勝利を挙げた。しかし、11月20日のアンドロメダステークスでは4着に敗れてこの年を終える。

### 5歳（2022年）
2月12日のリステッド・洛陽ステークスより始動し3着。3月27日の六甲ステークスは2着、4月24日のマイラーズカップと7月24日の中京記念は共に3着と、好走止まりで勝ちきることはできなかった。9月11日の京成杯オータムハンデキャップは道中好位の3番手につけ、逃げるミッキーブリランテをゴール手前でクビ差交わしゴール。1番人気に応え、重賞挑戦8戦目で待望の重賞初制覇を飾った。GI初出走となった11月20日のマイルチャンピオンシップは13着と大敗する。

### 6歳（2023年）
6歳初戦となった2月5日の東京新聞杯は9着、続くダービー卿チャレンジトロフィーは12着とそれぞれ惨敗。初のダート戦となった7月8日のマリーンステークスは8着に敗れる。さらに8月6日のエルムステークスは最下位の14着に終わった。その後、美浦の和田正一郎厩舎に転厩し、障害競走に転向する。障害初戦となった障害3歳以上未勝利は5着となる。

### 7歳（2024年）
7歳初戦となった1月28日、小倉の障害4歳以上未勝利では道中軽快に逃げるもヴァリアメンテに交わされて2着。3月24日、中山の障害4歳以上未勝利を逃げ切って障害入り3戦目で初勝利を挙げる。5月18日、新潟の障害4歳以上オープンでは11着と惨敗したが、7月20日、小倉の障害3歳以上オープンを制して障害2勝目をマークする。
9月21日の中山・清秋ジャンプステークスでは道中2番手でレースを進めたが2周目3コーナー過ぎで故障を発症し、競走を中止した。検査の結果、左前肢浅屈腱の不全断裂が判明し、競走能力喪失の診断を受けた。このため、同月26日付でJRAの競走馬登録を抹消された。引退後は乗馬となる予定だが、繋養先は未定となっている。

## 競走成績
| 競走日     | 競馬場 | 競走名          | 格   | 距離（馬場）  | 頭 数 | 枠 番 | 馬 番 | オッズ （人気） | 着順 | タイム （上り3F） | 着差 | 騎手        | 斤量 [kg] | 1着馬（2着馬）         | 馬体重 [kg] |
| ---------- | ------ | --------------- | ---- | ------------- | ----- | ----- | ----- | --------------- | ---- | ----------------- | ---- | ----------- | --------- | ---------------------- | ----------- |
| 2019.11.02 | 京都   | 2歳新馬         |      | 芝2000m（良） | 8     | 4     | 4     | 001.30（1人）   | 02着 | 02:03.5（34.5）   | -0.0 | 0川田将雅   | 55        | アンサンブル           | 452         |
| 0000.11.23 | 京都   | 2歳未勝利       |      | 芝1800m（良） | 13    | 4     | 4     | 001.70（1人）   | 02着 | 01:49.0（35.7）   | -0.4 | 0川田将雅   | 55        | チェスナットドレス     | 448         |
| 2020.01.13 | 京都   | 3歳未勝利       |      | 芝1800m（良） | 16    | 1     | 2     | 001.50（1人）   | 01着 | 01:50.4（36.3）   | -0.3 | 0川田将雅   | 56        | （サマービート）       | 444         |
| 0000.02.15 | 小倉   | あすなろ賞      | 1勝  | 芝2000m（良） | 12    | 7     | 9     | 004.20（2人）   | 01着 | 02:01.4（36.3）   | -0.0 | 0藤岡佑介   | 56        | （レザネフォール）     | 446         |
| 0000.03.22 | 中山   | スプリングS     | GII  | 芝1800m（良） | 10    | 5     | 5     | 006.30（3人）   | 04着 | 01:50.3（34.7）   | -0.5 | 0M.デムーロ | 56        | ガロアクリーク         | 450         |
| 0000.05.09 | 京都   | 京都新聞杯      | GII  | 芝2200m（良） | 13    | 7     | 10    | 006.00（2人）   | 03着 | 02:12.0（36.0）   | -0.3 | 0川田将雅   | 56        | ディープボンド         | 444         |
| 0000.09.27 | 中京   | 神戸新聞杯      | GII  | 芝2200m（良） | 18    | 7     | 15    | 052.90（8人）   | 16着 | 02:14.3（37.5）   | -1.8 | 0川田将雅   | 56        | コントレイル           | 446         |
| 0000.11.07 | 阪神   | 武田尾特別      | 2勝  | 芝1800m（良） | 9     | 7     | 7     | 003.00（2人）   | 02着 | 01:45.3（33.7）   | -0.3 | 0川田将雅   | 55        | リトミカメンテ         | 450         |
| 2021.03.14 | 阪神   | 春日特別        | 2勝  | 芝1800m（良） | 7     | 2     | 2     | 002.90（2人）   | 01着 | 01:45.6（34.0）   | -0.4 | 0吉田隼人   | 57        | （ヒルノダカール）     | 454         |
| 0000.04.10 | 阪神   | 難波S           | 3勝  | 芝1800m（良） | 12    | 8     | 11    | 002.00（1人）   | 01着 | 01:46.0（32.5）   | -0.0 | 0川田将雅   | 56        | （スマートリアン）     | 456         |
| 0000.06.13 | 東京   | エプソムC       | GIII | 芝1800m（良） | 18    | 4     | 7     | 006.50（2人）   | 03着 | 01:45.4（34.8）   | -0.3 | 0川田将雅   | 56        | ザダル                 | 460         |
| 0000.08.15 | 小倉   | 小倉記念        | GIII | 芝2000m（稍） | 9     | 2     | 2     | 002.70（1人）   | 06着 | 02:00.8（36.7）   | -1.1 | 0川田将雅   | 56        | モズナガレボシ         | 456         |
| 0000.10.31 | 阪神   | カシオペアS     | L    | 芝1800m（良） | 15    | 1     | 1     | 004.20（2人）   | 01着 | 01:47.2（33.3）   | -0.0 | 0岩田望来   | 56        | （ヴァンケドミンゴ）   | 466         |
| 0000.11.20 | 阪神   | アンドロメダS   | L    | 芝2000m（良） | 16    | 8     | 15    | 004.30（2人）   | 04着 | 02:00.1（35.5）   | -0.3 | 0岩田望来   | 56        | ラーゴム               | 466         |
| 2022.02.12 | 阪神   | 洛陽S           | L    | 芝1600m（良） | 17    | 6     | 12    | 004.00（1人）   | 03着 | 01:32.1（34.0）   | -0.2 | 0川田将雅   | 56        | エアファンディタ       | 470         |
| 0000.03.27 | 阪神   | 六甲S           | L    | 芝1600m（稍） | 18    | 5     | 10    | 005.40（2人）   | 02着 | 01:33.9（34.5）   | -0.2 | 0吉田隼人   | 57        | エアロロノア           | 470         |
| 0000.04.24 | 阪神   | マイラーズC     | GII  | 芝1600m（稍） | 15    | 2     | 3     | 007.30（4人）   | 03着 | 01:33.4（35.1）   | -0.1 | 0川田将雅   | 56        | ソウルラッシュ         | 472         |
| 0000.07.24 | 小倉   | 中京記念        | GIII | 芝1800m（良） | 16    | 8     | 15    | 003.80（1人）   | 03着 | 01:46.0（34.3）   | -0.1 | 0川田将雅   | 56        | ベレヌス               | 468         |
| 0000.09.11 | 中山   | 京成杯AH        | GIII | 芝1600m（良） | 13    | 7     | 11    | 004.70（1人）   | 01着 | 01:33.6（34.2）   | -0.0 | 0吉田隼人   | 56        | （ミッキーブリランテ） | 466         |
| 0000.11.20 | 阪神   | マイルCS        | GI   | 芝1600m（良） | 17    | 8     | 17    | 076.1（13人）   | 13着 | R1:33.6（35.1）   | -1.1 | 0池添謙一   | 57        | セリフォス             | 474         |
| 2023.02.05 | 東京   | 東京新聞杯      | GIII | 芝1600m（良） | 16    | 4     | 8     | 026.10（9人）   | 09着 | R1:32.3（35.1）   | -0.5 | 0吉田隼人   | 58        | ウインカーネリアン     | 472         |
| 0000.04.01 | 中山   | ダービー卿CT    | GIII | 芝1600m（良） | 16    | 8     | 15    | 032.5（10人）   | 12着 | R1:34.0（34.3）   | -0.8 | 0吉田隼人   | 58.5      | インダストリア         | 468         |
| 0000.07.08 | 函館   | マリーンS       | OP   | ダ1700m（良） | 14    | 3     | 3     | 039.2（10人）   | 08着 | R1:44.9（37.2）   | -1.9 | 0吉田隼人   | 58.5      | ペプチドナイル         | 472         |
| 0000.08.06 | 札幌   | エルムS         | GIII | ダ1700m（不） | 14    | 2     | 2     | 114.1（14人）   | 14着 | R1:45.5（38.5）   | -2.7 | 0吉田隼人   | 58        | セキフウ               | 470         |
| 0000.12.28 | 阪神   | 障害3歳上未勝利 |      | 障2970m（良） | 14    | 6     | 9     | 007.00（3人）   | 05着 | R3:21.7（13.6）   | -0.7 | 0石神深一   | 60        | ドンカルロ             | 468         |
| 2024.01.28 | 小倉   | 障害4歳上未勝利 |      | 障2860m（良） | 12    | 1     | 1     | 005.40（2人）   | 02着 | R3:10.9（13.3）   | -0.1 | 0石神深一   | 60        | ヴァリアメンテ         | 474         |
| 0000.03.24 | 中山   | 障害4歳上未勝利 |      | 障2880m（良） | 12    | 8     | 12    | 001.60（1人）   | 01着 | R3:10.8（13.3）   | -0.7 | 0石神深一   | 60        | （シゲルヒラトリ）     | 474         |
| 0000.05.18 | 新潟   | 障害4歳上OP     |      | 障3290m（良） | 14    | 2     | 2     | 003.70（1人）   | 11着 | R3:39.9（13.4）   | -2.7 | 0石神深一   | 60        | サペラヴィ             | 480         |
| 0000.07.20 | 小倉   | 障害3歳上OP     |      | 障2860m（稍） | 10    | 5     | 5     | 002.60（1人）   | 01着 | R3:11.1（13.4）   | -0.1 | 0石神深一   | 60        | （テイエムタツマキ）   | 478         |
| 0000.09.22 | 中山   | 清秋JS          | OP   | 障3210m（良） | 12    | 5     | 6     | 003.20（2人）   |      | 競走中止          |      | 0石神深一   | 61        | スマイルスルー         | 476         |

1. ↑  障害戦は平均1F

## 血統表
| ファルコニアの血統                    | ファルコニアの血統                    | ファルコニアの血統                | （血統表の出典）                  | （血統表の出典） |
| 父系                                  | サンデーサイレンス系/ヘイロー系       | サンデーサイレンス系/ヘイロー系   | サンデーサイレンス系/ヘイロー系   | [ § 2 ]          |
| 父 ディープインパクト 2002 鹿毛 日本  | 父の父*サンデーサイレンス 1986 青鹿毛 | Halo                              | Hail to Reason                    | Hail to Reason   |
| 父 ディープインパクト 2002 鹿毛 日本  | 父の父*サンデーサイレンス 1986 青鹿毛 | Halo                              | Cosmah                            |                  |
| 父 ディープインパクト 2002 鹿毛 日本  | 父の父*サンデーサイレンス 1986 青鹿毛 | Wishing Well                      | Understanding                     | Understanding    |
| 父 ディープインパクト 2002 鹿毛 日本  | 父の父*サンデーサイレンス 1986 青鹿毛 | Wishing Well                      | Mountain Flower                   |                  |
| 父 ディープインパクト 2002 鹿毛 日本  | 父の母*ウインドインハーヘア 1991 鹿毛 | Alzao                             | Lyphard                           | Lyphard          |
| 父 ディープインパクト 2002 鹿毛 日本  | 父の母*ウインドインハーヘア 1991 鹿毛 | Alzao                             | Lady Rebecca                      |                  |
| 父 ディープインパクト 2002 鹿毛 日本  | 父の母*ウインドインハーヘア 1991 鹿毛 | Burghclere                        | Busted                            | Busted           |
| 父 ディープインパクト 2002 鹿毛 日本  | 父の母*ウインドインハーヘア 1991 鹿毛 | Burghclere                        | Highclere                         |                  |
| 母 *カンビーナ 2008 栗毛 アイルランド | 母の父Hawk Wing 1999 鹿毛             | Woodman                           | Mr. Prospector                    | Mr. Prospector   |
| 母 *カンビーナ 2008 栗毛 アイルランド | 母の父Hawk Wing 1999 鹿毛             | Woodman                           | *プレイメイト                     |                  |
| 母 *カンビーナ 2008 栗毛 アイルランド | 母の父Hawk Wing 1999 鹿毛             | La Lorgnette                      | Val de l'Orne                     | Val de l'Orne    |
| 母 *カンビーナ 2008 栗毛 アイルランド | 母の父Hawk Wing 1999 鹿毛             | La Lorgnette                      | The Temptress                     |                  |
| 母 *カンビーナ 2008 栗毛 アイルランド | 母の母Await 2004 栗毛                 | *パントレセレブル                 | Nureyev                           | Nureyev          |
| 母 *カンビーナ 2008 栗毛 アイルランド | 母の母Await 2004 栗毛                 | *パントレセレブル                 | Peinture Bleue                    |                  |
| 母 *カンビーナ 2008 栗毛 アイルランド | 母の母Await 2004 栗毛                 | Starring Role                     | Glenstal                          | Glenstal         |
| 母 *カンビーナ 2008 栗毛 アイルランド | 母の母Await 2004 栗毛                 | Starring Role                     | Tough Lady                        |                  |
| 母系(F-No.)                           | カンビーナ(IRE)系(FN:1-h)             | カンビーナ(IRE)系(FN:1-h)         | カンビーナ(IRE)系(FN:1-h)         | [ § 3 ]          |
| 5代内の近親交配                       | Northern Dancer 5 × 5 ･ 5 = 9.38%     | Northern Dancer 5 × 5 ･ 5 = 9.38% | Northern Dancer 5 × 5 ･ 5 = 9.38% | [ § 4 ]          |
| 出典                                  | 1. 2. 3. 4.                           | 1. 2. 3. 4.                       | 1. 2. 3. 4.                       | 1. 2. 3. 4.      |

- 母カンビーナは2011年の米G1・アメリカンオークスステークス優勝馬。
- 全兄に阪神大賞典2着のトーセンカンビーナがいる。